# Списак предсједавајућих Савјета министара Босне и Херцеговине
На овој страни се налази списак свих предсједника влада Босне и Херцеговине.
Ова функција је од 1945. године имала различита имена:
- предсједник Владе (1945—1953)
- предсједник Извршног вијећа (1953—1990)
- предсједник Владе (1990—1997)
- предсједавајући Савјета министара (од 1997).

У периоду 3.1.1997—6.6.2000. овај положај су дијелила два члана, по један из Федерације Босне и Херцеговине и Републике Српске.

## Списак предсједника

### Предсједници владаБосне и Херцеговине (1918—1924)
Народна влада (од 1918):
- Атанасије Шола

Земаљска влада:
- Атанасије Шола

Покрајинска управа (до 1923):

### Предсједници владаСР Босне и Херцеговине(1945—1992)
| Слика | Почетак мандата | Крај мандата | Име и презиме (Датум рођења и смрти) | Странка                            | Белешка |
| ----- | --------------- | ------------ | ------------------------------------ | ---------------------------------- | ------- |
|       | 27.4. 1945.     | 9. 1948.     | Родољуб Чолаковић (1900-1983)        | Комунистичка партија Југославије   |         |
|       | 9. 1948.        | 12. 1953.    | Ђуро Пуцар Стари (1899-1979)         | Комунистичка партија БиХ           |         |
|       | 12. 1953.       | 1956.        | Авдо Хумо (1914-1983)                | Савез комуниста БиХ                |         |
|       | 1956.           | 1963.        | Осман Карабеговић (1911-1996)        | Савез комуниста БиХ                |         |
|       | 1963.           | 1965.        | Хасан Бркић (1913-1965)              | Савез комуниста БиХ                |         |
|       | 1965.           | 1967.        | Руди Колак (1918-2004)               | Савез комуниста БиХ                |         |
|       | 1967.           | 1969.        | Бранко Микулић (1928-1994)           | Савез комуниста БиХ                |         |
|       | 1969.           | 4. 1974.     | Драгутин Косовац (1924-2012)         | Савез комуниста БиХ                |         |
|       | 4. 1974.        | 28.4. 1982.  | Миланко Реновица (1928-2013)         | Савез комуниста БиХ                |         |
|       | 28.4. 1982.     | 28.4. 1984.  | Сеид Маглајлија (1940)               | Савез комуниста БиХ                |         |
|       | 28.4. 1984.     | 4. 1986.     | Гојко Убипарип (1927-2000)           | Савез комуниста БиХ                |         |
|       | 4. 1986.        | 4. 1988.     | Јосип Ловреновић (1929)              | Савез комуниста БиХ                |         |
|       | 4. 1988.        | 20.12. 1990. | Марко Ћеранић                        | Савез комуниста БиХ                |         |
|       | 20.12. 1990.    |              | Јуре Пеливан (1928-2014)             | Хрватска демократска заједница БиХ |         |

### Предсједници владаРепублике Босне и Херцеговине(1992—1997)
| Слика | Почетак мандата | Крај мандата      | Име и презиме (Датум рођења и смрти) | Странка                            | Белешка |
| ----- | --------------- | ----------------- | ------------------------------------ | ---------------------------------- | ------- |
|       |                 | 9.11. 1992.       | Јуре Пеливан (1928-2014)             | Хрватска демократска заједница БиХ |         |
|       | 9.11. 1992.     | 25.10. (8.) 1993. | Миле Акмаџић (1939)                  | Хрватска демократска заједница БиХ |         |
|       | 25.10. 1993.    | 30.1. 1996.       | Харис Силајџић (1945)                | Странка демократске акције         |         |
|       | 30.1. 1996.     | 3.1. 1997.        | Хасан Муратовић (1940-2020)          | Независан                          |         |

### Предсједници савјета министараБосне и Херцеговине(1997—2023)
| Слика | Почетак мандата       | Крај мандата          | Име и презиме (Датум рођења и смрти) | Странка                            | Белешка |
| ----- | --------------------- | --------------------- | ------------------------------------ | ---------------------------------- | ------- |
|       | 3.1. 1997.            | 3.2. 1999.            | Харис Силајџић                       | Странка за Босну и Херцеговину     |         |
|       | 3.1. 1997.            | 3.2. 1999.            | Боро Босић (1950)                    | Српска демократска странка         |         |
|       | 3.2. 1999.            | 6.6. 2000.            | Харис Силајџић                       | Странка за Босну и Херцеговину     |         |
|       | 3.2. 1999.            | 6.6. 2000.            | Светозар Михајловић (1949)           | Социјалистичка партија РС          |         |
|       | 6.6. 2000.            | 18.10. (14.10.) 2000. | Спасоје Тушевљак (1952)              | Независан                          |         |
|       | 18.10. (14.10.) 2000. | 22.2. (14.1.) 2001.   | Мартин Рагуж (1958)                  | Хрватска демократска заједница БиХ |         |
|       | 22.2. (14.1.) 2001.   | 18.7. 2001.           | Божидар Матић (1937-2016)            | Социјалдемократска партија БиХ     |         |
|       | 18.7. 2001.           | 15.3. 2002.           | Златко Лагумџија (1955)              | Социјалдемократска партија БиХ     |         |
|       | 15.3. 2002.           | 23.12. 2002.          | Драган Микеревић (1955)              | Партија демократског прогреса      |         |
|       | 23.12. 2002.          | 4.1. 2007.            | Аднан Терзић (1960)                  | Странка демократске акције         |         |
|       | 4.1. 2007.            | 12.1.2012.            | Никола Шпирић (1956)                 | Савез независних социјалдемократа  |         |
|       | 12.1.2012.            | 31.3.2015.            | Вјекослав Беванда (1956)             | Хрватска демократска заједница БиХ |         |
|       | 31.3.2015.            | 23.12.2019.           | Денис Звиздић (1964)                 | Странка демократске акције         |         |
|       | 23.12.2019.           | 25.1.2023.            | Зоран Тегелтија (1961)               | Савез независних социјалдемократа  |         |
|       | 25.1.2023.            | сада                  | Борјана Кришто (1961)                | Хрватска демократска заједница БиХ |         |